# Toreck
Toreck (ukránul: Торецьк) város Ukrajnában, a Donecki terület Bahmuti járásában. Az ukrajnai szénbányászat egyik jelentős városa.
Korábbi nevei: 1938-ig Scserbinovka (Щербинівка), majd 2016-ig Dzerzsinszk (Дзержинськ).

## Elhelyezkedése
Doneck területi székhelytől 40-45 km-re északra, a Donyec vízrendszeréhez tartozó Krivij Torec (Кривий Торець) folyócska jobb partján fekszik. Mintegy 20 km-re északnyugatra van a szintén Donecki területi, de Oroszország által megszállt nagyobb várostól, Horlivkától. 

## Ismertetése
Toreck mellett található a Donyec-medencei szénbányászat első dokumentált helyszíne. A szén felfedezését az ún. Szkelevataja árokban a Berg-kollégium dokumentumai 1721-ben jegyezték fel. 1722–1724 között bányásztak itt szenet külszíni fejtéssel.
A városban van a Donyec-medence egyik legrégebbi működő szénbányája is, 2010-ben ünnepelték fennállásának 150. évfordulóját. Szintén régi iparvállalat Toreckben a kőszénkokszoló.
A várostól 7 km-re található a Fenolna vasútállomás, mely Doneckkel is közvetlen kapcsolatot biztosít. Az állomás közelében, közigazgatásilag a Toreck városközséghez tartozó New York-ban (1951–1921 között Novgorodszke) épült a Dzerzsinszki Fenolgyár, ahol a kokszolóból származó fenolt és más melléktermékeket dolgozzák fel.

## 2020-as évek
Oroszország Ukrajna ellen 2022-ben indított háborúja idején az ukrán vezetés Toreck körül erős védelmi állásokat épített ki, a város a Kosztyantinovka–Kramatorszk agglomeráció védelmének fontos része lett. 2024. június elején az orosz csapatok előretörtek, északon és délen félig körülvették a térséget. 2024. július 31-én a Donecki terület vezetője közölte, hogy a folyamatos ágyúzás következtében Toreck 70 százaléka elpusztult. A lakosság nagy részét evakuálták, 3500 ember a lakóhelyén maradt. Ekkorra az orosz csapatok már a város határához értek, ahol heves harcok folytak.